# Janica Kostelić
Janica Kostelić, hrvaška alpska smučarka, * 5. januar 1982, Zagreb, Hrvaška.
Je prva in do sedaj edina alpska smučarka, ki je osvojila 4 medalje (3 zlate medalje in eno srebrno) na zimskih olimpijskih igrah (leta 2002 v Salt Lake Citiyu in 2006) ter prva in edina ženska, ki je osvojila tri zlate olimpijske medalje v enem letu. Poleg tega je osvojila tudi zlati kristalni globus v sezonah 2000/01 in 2002/03 ter 2005/06. 
15. januarja 2006 je postala tretja alpska smučarka (za Švedinjo Wiberg in Avstrijko Kronberger), ki je zmagala v vseh petih disciplinah svetovnega pokala. 5. januarja 2006 je postala druga alpska smučarka (za Petro Kronberger), ki je zmagala v vseh petih disciplinah v eni sezoni.
Njen oče, Ante Kostelić, je bil njen trener, njen brat, Ivica Kostelić, pa je prav tako uspešen alpski smučar, ki ima kar štiri olimpijske medalje. Za razliko od svoje sestre, ki je kar 3x stala na najvišji stopnički zmagovalnega odra na olimpijskih igrah, pa Ivici to ni nikoli uspelo. Vse omenjene medalje so srebrnega leska. Na lanskih olimpijskih igrah je kot edini Hrvat senzacionalno prišel do medelje, kar je bilo za celotno Hrvaško velik obliž (za primerjavo: ena izmed nekdanjih republik Jugoslavije, Slovenija, je v Sočiju osvijila kar 8 odličij-od tega 2 zlati smučarske umetnice Tine Maze).
Na novinarski konferenci 19. aprila 2007 na Sljemenu je Janica Kostelić sporočila, da je končala kariero alpske smučarke.